# W Series 2021
Die W Series 2021 war die zweite Saison der W Series, einer Formel-3-Rennserie für Frauen.
Der erste Lauf fand am 26. Juni 2021 auf dem Red Bull Ring und das Saisonfinale fand am 24. Oktober auf dem Circuit of The Americas statt. Insgesamt wurden in dieser Saison acht Läufe in Österreich, Großbritannien, Ungarn, Belgien, den Niederlanden und den USA im Rahmen der Formel 1 ausgetragen.
Den Meistertitel gewann die Britin Jamie Chadwick zum zweiten Mal nach 2019 mit 159 Punkten.

## Starterfeld
Folgende Fahrerinnen sind in der Saison gestartet. Alle Teams und Fahrer verwenden das Tatuus-F3--T-318-Chassis, einen Alfa-Romeo-1750-TBi-Turbomotor von Alfa-Romeo-Autotecnica und Reifen von Hankook.
| Nr.            | Fahrerin          | Team                 | Status | Rennwochenende | Bild                 |
| -------------- | ----------------- | -------------------- | ------ | -------------- | -------------------- |
| 3              | Gosia Rdest       | Puma W Series Team   |        | 1, 2           | Puma W Series Team   |
| 19             | Marta García      | Puma W Series Team   |        | alle           | Puma W Series Team   |
| 20             | Caitlin Wood      | Puma W Series Team   | R      | 4, 5, 7, 8     | Puma W Series Team   |
| 49             | Abbi Pulling      | Puma W Series Team   | R      | 3, 6–8         | Puma W Series Team   |
| 5              | Fabienne Wohlwend | Bunker Racing        |        | alle           | Bunker Racing        |
| 37             | Sabré Cook        | Bunker Racing        |        | alle           | Bunker Racing        |
| 7              | Emma Kimiläinen   | Ecurie W             |        | alle           | Ecurie W             |
| 44             | Abbie Eaton       | Ecurie W             |        | alle           | Ecurie W             |
| 11             | Vicky Piria       | Sirin Racing         |        | alle           | Sirin Racing         |
| 54             | Miki Koyama       | Sirin Racing         |        | alle           | Sirin Racing         |
| 17             | Ayla Ågren        | M. Forbes Motorsport |        | alle           | M. Forbes Motorsport |
| 95             | Beitske Visser    | M. Forbes Motorsport |        | alle           | M. Forbes Motorsport |
| 21             | Jessica Hawkins   | Racing X             |        | alle           | Racing X             |
| 27             | Alice Powell      | Racing X             |        | alle           | Racing X             |
| 22             | Belén García      | Scuderia W           |        | alle           | Scuderia W           |
| 26             | Sarah Moore       | Scuderia W           |        | alle           | Scuderia W           |
| 3              | Gosia Rdest       | W Series Academy     |        | 5              | W Series Academy     |
| 32             | Nerea Martí       | W Series Academy     |        | alle           | W Series Academy     |
| 51             | Irina Sidorkowa   | W Series Academy     |        | 1–6            | W Series Academy     |
| 55             | Jamie Chadwick    | Veloce Racing        |        | alle           | Veloce Racing        |
| 97             | Bruna Tomaselli   | Veloce Racing        |        | alle           | Veloce Racing        |
| Ersatzfahrerin |                   |                      |        |                |                      |
| 31             | Tasmin Pepper     |                      | R      | kein Einsatz   |                      |
| 99             | Naomi Schiff      |                      | R      | kein Einsatz   |                      |

| Symbol | Bedeutung      |
| ------ | -------------- |
| R      | Ersatzfahrerin |

## Rennkalender und Ergebnisse
Das ursprünglich am 30. Oktober in Mexiko-Stadt geplante Rennen wurden wegen der COVID-19-Pandemie abgesagt. Als Ersatz wurde stattdessen am 24. Oktober ein zweites Rennen in Austin durchgeführt.
| Runde | Rennstrecke       | Datum        | Pole-Position   | Schnellste Runde | Sieger          |
| ----- | ----------------- | ------------ | --------------- | ---------------- | --------------- |
| 1     | Red Bull Ring     | 26. Juni     | Alice Powell    | Alice Powell     | Alice Powell    |
| 2     | Red Bull Ring     | 3. Juli      | Jamie Chadwick  | Jamie Chadwick   | Jamie Chadwick  |
| 3     | Silverstone       | 17. Juli     | Alice Powell    | Alice Powell     | Alice Powell    |
| 4     | Hungaroring       | 31. Juli     | Jamie Chadwick  | Jamie Chadwick   | Jamie Chadwick  |
| 5     | Spa-Francorchamps | 28. August   | Jamie Chadwick  | Emma Kimiläinen  | Emma Kimiläinen |
| 6     | Zandvoort         | 4. September | Emma Kimiläinen | Alice Powell     | Alice Powell    |
| 7     | Austin            | 23. Oktober  | Abbi Pulling    | Alice Powell     | Jamie Chadwick  |
| 8     | Austin            | 24. Oktober  | Jamie Chadwick  | Jamie Chadwick   | Jamie Chadwick  |

## Meisterschaftsergebnisse

### Punktesystem
Punkte werden an die ersten 10 klassifizierten Fahrerinnen in folgender Anzahl vergeben:
| Platz  | 1. | 2. | 3. | 4. | 5. | 6. | 7. | 8. | 9. | 10. |
| Punkte | 25 | 18 | 15 | 12 | 10 | 8  | 6  | 4  | 2  | 1   |

### Fahrerwertung
Folgende Fahrerinnen kamen in die Punktewertung.
| Platz | Fahrer            | RBR1 | RBR2 | SIL | BUD | SPA | ZAN | AUS1 | AUS2 | Punkte |
| ----- | ----------------- | ---- | ---- | --- | --- | --- | --- | ---- | ---- | ------ |
| 1     | Jamie Chadwick    | 6    | 1    | 3   | 1   | 2   | 2   | 1    | 1    | 159    |
| 2     | Alice Powell      | 1    | 8    | 1   | 2   | 4   | 1   | 3    | 6    | 132    |
| 3     | Emma Kimiläinen   | 13   | 3    | 4   | 6   | 1   | 3   | 2    | 3    | 108    |
| 4     | Nerea Martí       | 7    | 7    | 5   | 3   | 8   | 4   | 8    | 8    | 61     |
| 5     | Sarah Moore       | 2    | 4    | 7   | 15  | 13  | 9   | 7    | 4    | 56     |
| 6     | Fabienne Wohlwend | 3    | 10   | 2   | DNF | 7   | 16  | 9    | DNF  | 42     |
| 7     | Abbi Pulling      |      |      | 8   |     |     | 7   | 4    | 2    | 40     |
| 8     | Beitske Visser    | 12   | 11   | 6   | 5   | DNS | 12  | 5    | 5    | 38     |
| 9     | Irina Sidorkowa   | 8    | 2    | 14  | 4   | WD  | 13  |      |      | 34     |
| 10    | Belén García      | 4    | 9    | 17* | 8   | 14  | 8   | 12   | 7    | 28     |
| 11    | Jessica Hawkins   | 16   | 16   | 16  | 10  | 6   | 5   | 6    | 15   | 27     |
| 12    | Marta García      | DNF  | 12   | 12  | 7   | 3   | 18  | 15   | DNS  | 21     |
| 13    | Abbie Eaton       | 15   | 6    | 9   | 13  | 10  | 6   | DNF  | DNS  | 19     |
| 14    | Miki Koyama       | 5    | 18   | DNF | 12  | 9   | 10  | 10   | 12   | 14     |
| 15    | Bruna Tomaselli   | 11   | 5    | 11  | 9   | 15  | 17  | 17   | 11   | 12     |
| 16    | Caitlin Wood      |      |      |     | 17  | 5   |     | 13   | 10   | 11     |
| 17    | Ayla Ågren        | 10   | 14   | 15  | 11  | DNS | 15  | 16   | 9    | 3      |
| 18    | Gosia Rdest       | 9    | 17   |     |     | 16  |     |      |      | 2      |
| 19    | Vicky Piria       | 17*  | 15   | 10  | 16  | 12  | 11  | 14   | 14   | 1      |
| 20    | Sabré Cook        | 14   | 13   | 13  | 14  | 11  | 14  | 11   | 13   | 0      |

| Legende  | Legende            | Legende                                                          |
| Farbe    | Abkürzung          | Bedeutung                                                        |
| -------- | ------------------ | ---------------------------------------------------------------- |
| Gold     | –                  | Sieg                                                             |
| Silber   | –                  | 2. Platz                                                         |
| Bronze   | –                  | 3. Platz                                                         |
| Grün     | –                  | Platzierung in den Punkten                                       |
| Blau     | –                  | Klassifiziert außerhalb der Punkteränge                          |
| Violett  | DNF                | Rennen nicht beendet (did not finish)                            |
| Violett  | NC                 | nicht klassifiziert (not classified)                             |
| Rot      | DNQ                | nicht qualifiziert (did not qualify)                             |
| Rot      | DNPQ               | in Vorqualifikation gescheitert (did not pre-qualify)            |
| Schwarz  | DSQ                | disqualifiziert (disqualified)                                   |
| Weiß     | DNS                | nicht am Start (did not start)                                   |
| Weiß     | WD                 | zurückgezogen (withdrawn)                                        |
| Hellblau | PO                 | nur am Training teilgenommen (practiced only)                    |
| Hellblau | TD                 | Freitags-Testfahrer (test driver)                                |
| ohne     | DNP                | nicht am Training teilgenommen (did not practice)                |
| ohne     | INJ                | verletzt oder krank (injured)                                    |
| ohne     | EX                 | ausgeschlossen (excluded)                                        |
| ohne     | DNA                | nicht erschienen (did not arrive)                                |
| ohne     | C                  | Rennen abgesagt (cancelled)                                      |
| ohne     | keine WM-Teilnahme |                                                                  |
| sonstige | P/fett             | Pole-Position                                                    |
| sonstige | 1/2/3/4/5/6/7/8    | Punktplatzierung im Sprint-/Qualifikationsrennen                 |
| sonstige | SR/kursiv          | Schnellste Rennrunde                                             |
| sonstige | *                  | nicht im Ziel, aufgrund der zurückgelegten Distanz aber gewertet |
| sonstige | ()                 | Streichresultate                                                 |
| sonstige | unterstrichen      | Führender in der Gesamtwertung                                   |